# أقبالية (قهاب رستاق)
أقبالية (بالفارسية: اقبالیه) هي مستوطنة تقع في إيران في قسم قهاب رستاق الريفي. يقدر عدد سكانها بـ 0 نسمة بحسب إحصاء 2016.